# Brian Myers
Brian Myers (Glen Cove, Nueva York; 20 de abril de 1985) es un luchador profesional y promotor estadounidense,  quien actualmente trabaja para Impact Wrestling, en la cual destacó con un reinado como Campeón Mundial en Parejas junto a Trevor Lee en el año 2015.
Myers es conocido por su paso en la empresa WWE donde trabajo bajo el nombre Curt Hawkins, en la cual laboro por dos periodos de años, primero de 2006 a 2014, y luego de 2017 a 2020. Dentro de la empresa, destacan dos reinados como Campeón en Parejas junto a Matt Cardona (conocido como Brett Major o Zack Ryder).

## Carrera

### New York Wrestling Connection (2004–2006)
Después de haber sido entrenado por Mikey Whipwreck, Myers hizo su debut como luchador profesional en 2004, usando su nombre real y luchando para la New York Wrestling Connection (NYWC). En 2005, comenzó a hacer equipo regularmente con Brett Mathews, siendo conocidos como Myers & Matthews. En ese mismo año, derrotaron a los Campeones en Parejas de la NYWC Dickie Rodz & Mason Raige por descalificación en una lucha por los títulos, por lo que no lograron ganarlos. El 14 de junio en un evento en vivo, Myers & Matthews derrotaron una vez más a Rodz & Raige para ganar los Campeonatos en Parejas de la NYWC. Más adelante en ese mismo mes, Myers & Matthews fueron atacados por The Dead Presidents (Lo Lincoln and Boog Washington), comenzando un feudo con ellos debido a eso, en el cual perdieron los títulos en un combate en el mes de julio. on August 27. El 23 de septiembre, Myers & Matthews compitieron en un Tag Team Triple Threat Match por los campeonatos, pero no lograron recuperarlos tras ser Team Tremendous (Dan Barry y Ken Scampi) los ganadores. El 25 de enero de 2006, Myers & Matthews derrotaron a Team Tremendous para ganar por segunda vez los Campeonatos en Parejas de la NYWC. Defendieron con éxito los títulos durante varias semanas, hasta que los perdieron ante B.S. Xpress (Tony Burma and Mike Spinelli) el 26 de marzo.

### World Wrestling Entertainment/WWE

#### Territorio de desarrollo (2006-2007)
El 24 de febrero de 2006, Brian Myers firmó un contrato de desarrollo con la World Wrestling Entertainment, se le dio el nombre de Brian Majors y se le asoció con su excompañero de equipo Brett Matthews, quien ahora se llamaba Brett Majors, para formar el equipo The Brian Majors. Juntos ganaron los Campeonatos en Parejas de la DSW (Deep South Wrestling) en dos ocasiones. Más tarde, ganaron los Campeonatos en Parejas de la OVW (Ohio Valley Wrestling).

#### 2007-2009

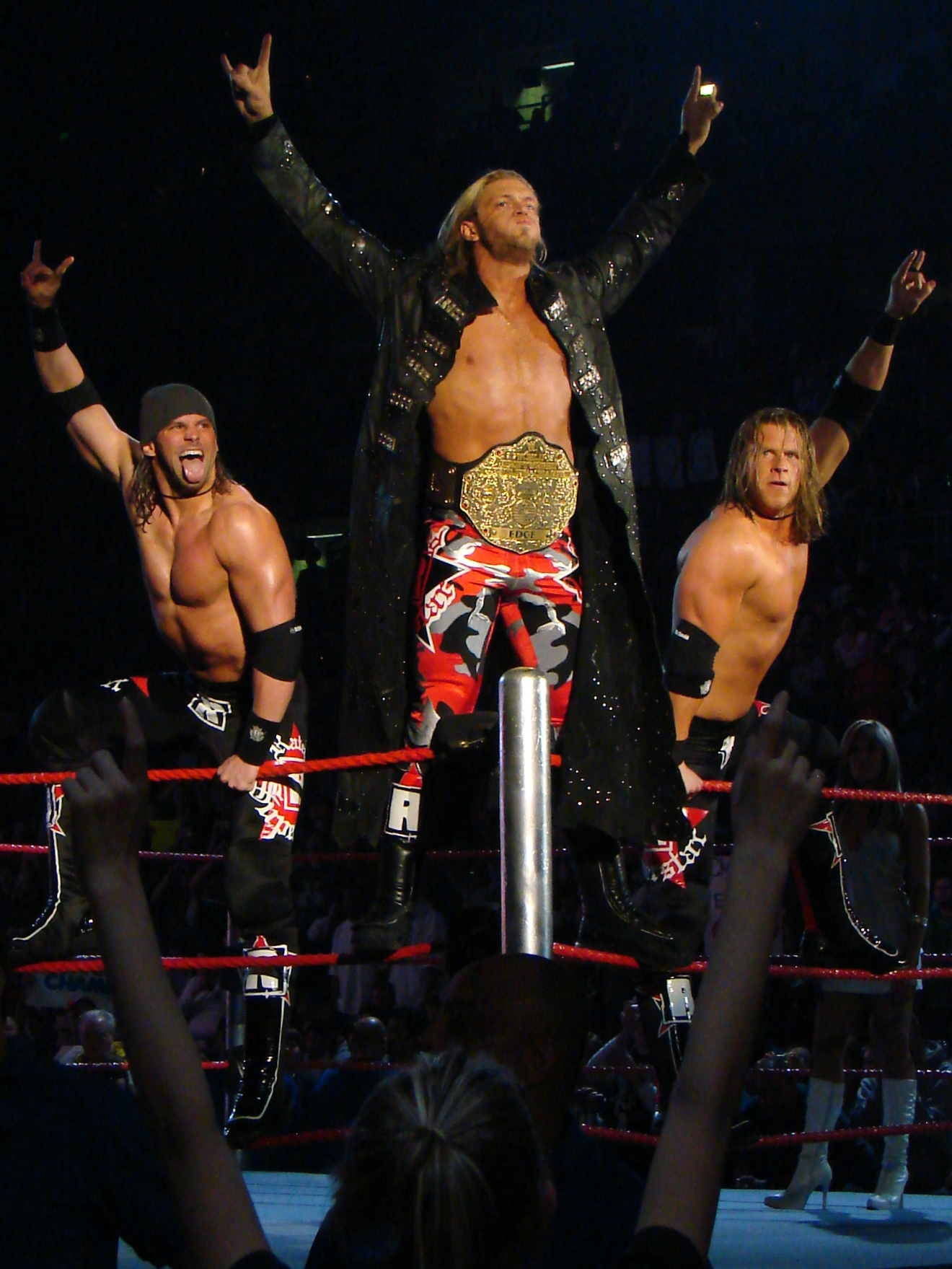
Hawkins (derecha) posando con Edge (centro) y Ryder.

Myers hizo su debut televisivo el 1 de mayo de 2007 en la ECW, bajo el nombre de Brian Major, junto a Brett Major y formando el equipo llamado "The Majors Brothers". En dicho episodio, derrotaron al equipo de Matt Striker y Marcus Cor Von. Recién ingresados a la marca, entraron en un corto feudo con The New Breed, enfrentándose en varios combates.
El 17 de junio de 2007 fueron transferidos a SmackDown!, haciendo su debut el 6 de julio, derrotando a Jeremy Young y Mike Fox. Las semanas posteriores ganaron un par de combates antes de salir de televisión por un par de meses. El 9 de noviembre, ganaron una oportunidad por el Campeonato en Parejas de la WWE, pero no pudieron derrotar a los campeones Matt Hardy y Montel Vontavious Porter.
En Armageddon, Brett y Brian Major cambiaron a Heel tras interferir en el combate por el Campeonato Mundial Peso Pesado, ayudando a Edge a ganar el combate y el título ante The Undertaker y Batista. Posteriormente, el 21 de diciembre, cambió su nombre a Curt Hawkins y se unió al grupo liderado por Edge y Vickie Guerrero, La Familia. Durante gran parte del año, Hawkins se dedicó a interferir en los combates que Edge tenía. Además, su compañero Brett Major cambió su nombre a Zack Ryder. El 4 de enero de 2008, se enfrentaron a Batista en un 2-on-1 Handicap Match en un Beat The Clock Challenge, pero el combate quedó en empate tras terminarse el tiempo. En WretleMania XXIV aparecieron durante el combate entre Edge y The Undertaker distrayendo a este último. En el evento One Night Stand que junto con Chavo, Ryder y Neely ayudaron a Edge a que descuelgue Campeonato Mundial Peso Pesado (el combate era TLC) atacando al Undertaker para así despedirlo de la WWE (Kayfabe). En el evento The Great American Bash el 20 de julio, Hawkins y Ryder consiguieron el Campeonato en Parejas de la WWE al derrotar a John Morrison & The Miz, Finlay & Hornswoggle y Jesse & Festus. Sin embargo, en su primera defensa televisada del título, Primo Colón y Carlito derrotaron a Curt Hawkins & Zack Ryder, ganando el Campeonato en Parejas de la WWE en SmackDown! el 21 de septiembre de 2008, siendo el capítulo emitido el 26 de septiembre de 2008. Posteriormente, fueron derrotados en la revancha por el campeonato. Mantuvo un estatus bajo con la empresa siendo derrotados en varias ocasiones por The Great Khali. Luego en el Draft, el 15 de abril Zack Ryder fue enviado a ECW separándose ambos y luego de eso la WWE decidió enviarlo a FCW.

#### Florida Championship Wrestling (2009-2010)

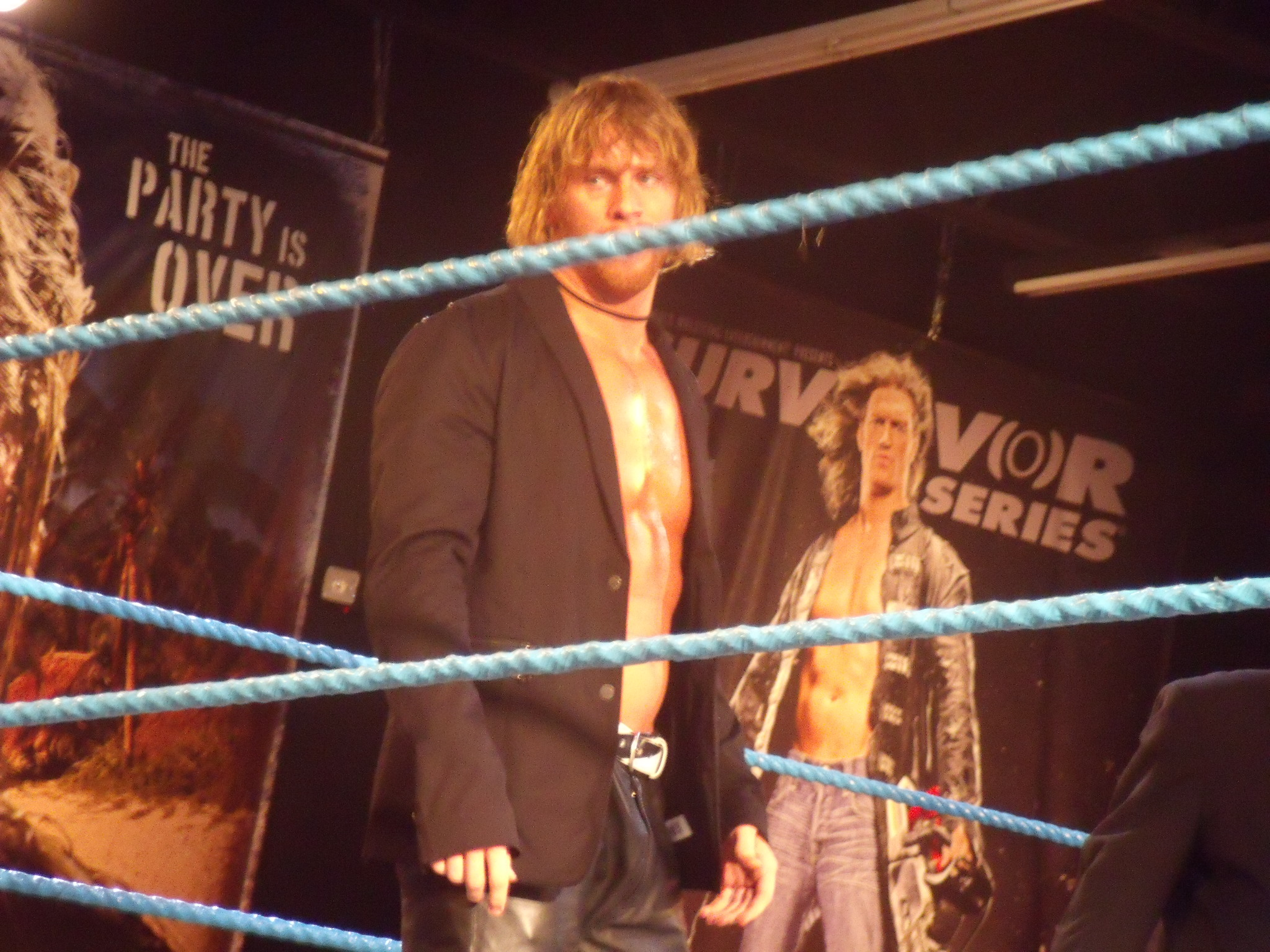
Hawkins en la FCW en 2010.

Curt Hawkins fue enviado a Florida Championship Wrestling para más entrenamiento. Al poco de llegar, se unió al equipo de Caylen Croft y Trent Barreta, formando The Dudebusters y ganando junto a Croft el Campeonato en Parejas de Florida de la FCW al derrotar el 19 de noviembre de 2009 a The Rotundos (Bo & Duke). Luego, incluyeron a Barreta en el reinado con la Freebird Rule. Sin embargo, Croft y Barreta perdieron el campeonato el 14 de enero de 2010 ante The Fortunate Sons (Joe Hennig & Brett DiBiase).

#### 2010
El 4 de mayo fue reenviado a Smackdown! luchando junto a Vance Archer y derrotando a dos luchadores locales. Luego empezaron a tener una racha de victorias en luchas en pareja. El 4 de junio en SmackDown participó en una Battle Royal para definir el último participante por el Campeonato Mundial Peso Pesado en Fatal 4-Way 2010 pero fue eliminado por Rey Mysterio.El 19 de junio, en una edición de Smackdown , junto a Archer , con un Inverted DDT de Archer y un Heatseeking Elbow ( Diving Elbow drop )de Hawkins se llevaron la victoria haciéndole el pin a Christian quien hacía equipo con MVP ; luego de la lucha, estos atacaron a MVP y lo remataron con la misma secuencia de remates combinados. El 20 de julio, junto a Archer, en Smackdown derrotaron a Christian otra vez, pero esta vez haciendo equipo junto a Matt Hardy, luego de que Christian traicionase a su compañero. El 20 de agosto, en otra edición de Smackdown, estos derrotaron otra vez a MVP, pero en unión de JTG, esta vez los acabaron con un Powerslam de Archer, al mismo tiempo que un Neckbreaker de Hawkins. El 25 de agosto, en Superstars, derrotaron a Trent Barreta y a Caylen Croft. El 25 de septiembre, en otra edición de la marca azul, Hawkins y Archer fueron derrotados en un Handicap match en contra de Big Show. El 7 de octubre acompañó a Vance Archer a su pelea contra Chris Masters en WWE Superstars. Interfirió en la mitad de la lucha a favor de Masters y posteriormente atacó a Vance Archer. 
Luego de esto pasó la mayor parte luchando en WWE Superstars, teniendo un feudo con Trent Barreta, el cual terminó el 9 de diciembre con una derrota de Hawkins.

#### 2011-2012
El 26 de abril debido al Draft Suplementario fue traspasado a RAW. En la edición del 12 de mayo ayudó a su viejo compañero Zack Ryder a derrotar a Vladimir Kozlov, dando lugar a una posible reformación del equipo. El 19 de mayo en Superstars, Hawkins y Ryder fueron derrotados por Santino Marella & Vladimir Kozlov. Luego de unos meses sin aparecer, regresó formando equipo con Tyler Reks el 8 de septiembre en Superstars, derrotando a Percy Watson y Titus O'Neil. Reks y Hawkins empezaron a aparecer en la quinta temporada de NXT atacando a The Usos el 27 de septiembre. Tras esto, las siguientes dos semanas se enfrentaron a The Usos en combates en parejas, ganando el primero y perdiendo el segundo. A partir de octubre, Hawkins reclamando el tobillo fracturado, empezó a aparecer con un bastón metálico, sin embargo después de que la lesión estuviera lo suficientemente curada, siguió apareciendo con el. Pronto comenzaron un feudo con Trent Barreta y Yoshi Tatsu.

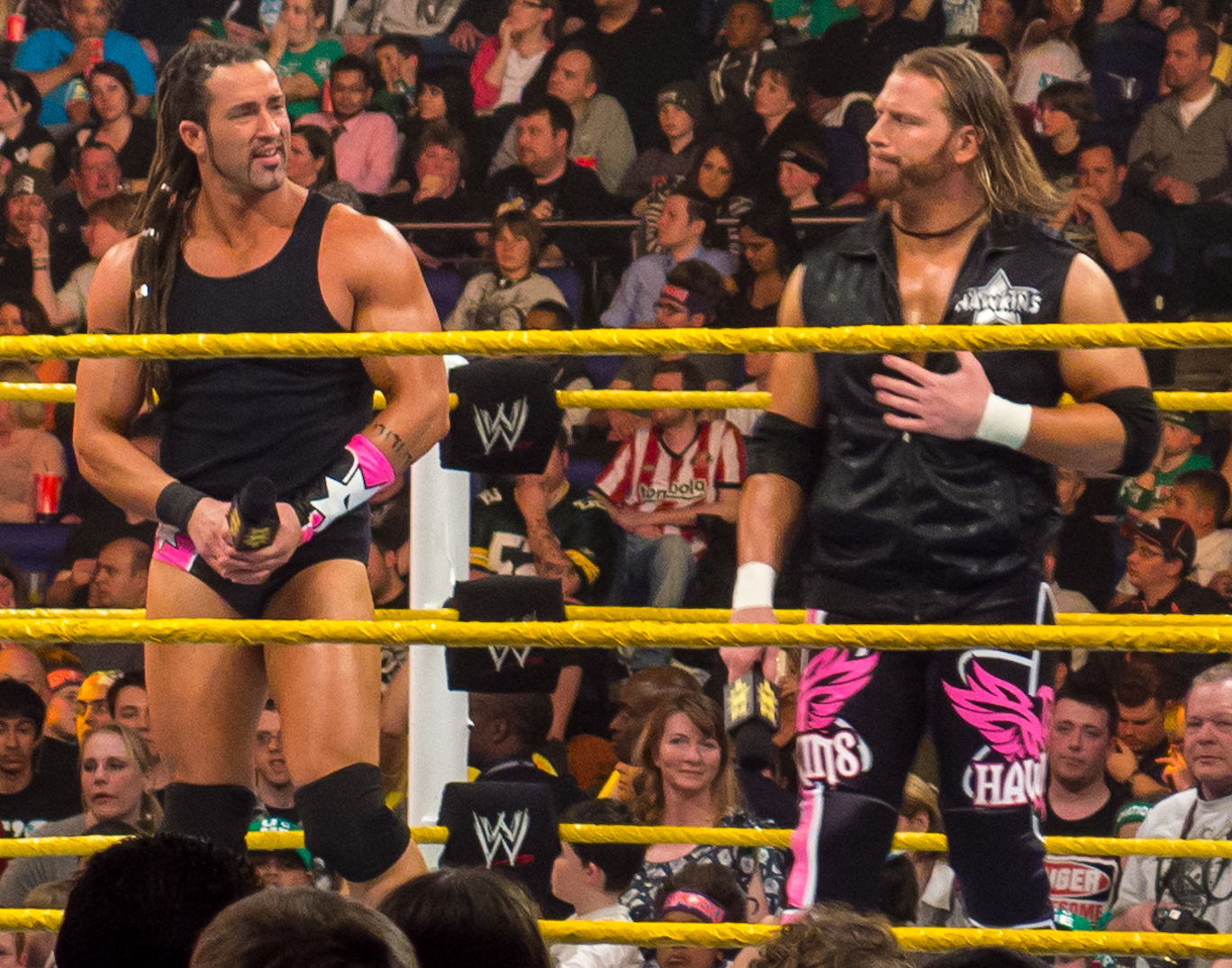
Tyler Reks y Hawkins (derecha) en 2012.

Tuvo su primer combate en Raw el 9 de enero de 2012, y fue rápidamente derrotado por un retorno Brodus Clay. El 18 de enero en NXT, junto a Reks derrotaron a Barreta y Tatsu, terminando su feudo. Hawkins y Reks se convirtieron en los alborotadores de NXT, atormentando al anfitrión de dicho programa Matt Striker. Debido a esto, el General Mánager de NXT William Regal, aplicó medidas severas, como amenazas de suspensiones o convertirles en el personal de limpieza. El 21 de marzo, Striker fue secuestrado por desconocidos y más tarde se descubrió que fueron ellos, ya que pretendían chantajear a Maxine para que usara sus encantos con William Regal y lograra no despedirles, a cambio de una recompensa. Desafortunadamente para ellos, Striker fue descubierto por Derrick Bateman y Kaitlyn. En la edición de NXT del 18 de abril, Curt fue despedido tras perder ante Tyler Reks en una lucha en la que el que perdía, era despedido. Tyler fue despedido también por decisión de William Regal. Después en la edición del 9 de mayo en NXT volvió junto con su compañero Tyler Reks como Guardias de Seguridad gracias al Gerente de RAW y SmackDown! John Laurinaitis. A lo largo de Over The Limit, Hawkins y Reks compitieron en un 20-man Battle Royal, pero ambos fueron eliminados por The Great Khali. Más tarde esa noche, Eve Torres les dio autorización para confiscar los carteles del público que puedan ofender a John Laurinaitis y el "People Power". El 21 de mayo en Raw, atacaron a John Cena junto a otros luchadores por pedido de Laurinaitis. Su asociación con Laurinaitis terminó hasta que este fue despedido en junio. El 13 de junio en NXT Hawkins y Reks derrotaron a Percy Watson y Derrick Bateman. En Money in the Bank junto con Tyler Reks enfrentó a Ryback pero fueron derrotados. El 23 de julio en el episodio 1000 de Raw, junto a otros luchadores intentaron atacar a Kane, pero este fue salvado por The Undertaker. El equipo continuó hasta su disolución el 22 de agosto, debido a la renuncia de Reks. El 3 de octubre de 2012 anunció vía Twitter que se sometería a una cirugía del ligamento cruzado posterior y menisco.

#### 2013-2014
El 9 de febrero de 2013 reapareció en televisión en WWE Saturday Morning Slam, siendo derrotado por Justin Gabriel. El 2 de mayo en NXT participó en un battle royal para nombrar al contendiente #1 al Campeonato de NXT, pero el combate fue ganado por Bo Dallas. El 5 de junio en WWE Main Event cambió su Gimmick al de un motero y fue derrotado por Justin Gabriel. Sin embargo, estuvo el resto del tiempo sin historias y ejerciendo de jobber. El 24 de abril en NXT, participó en un battle royal, pero fue eliminado por Brodus Clay. El 4 de Octubre fue derrotado por RVD en Superstars.El 12 de junio de 2014 fue despedido de la empresa.

### Circuito independiente (2014-2016)
Un día después de su salida de la WWE, Myers luchó bajo su propio nombre en una prueba del campeonato del Jersey Championship Wrestling (JCW), haciendo equipo con Val Venis para derrotar a Danny Demento y Erik Andretti.
El 29 de agosto, Myers hizo su debut con el Pro Wrestling Guerrilla (PWG), perdiendo ante AJ Styles en la primera ronda del Battle of Los Ángeles.
Regresó a la lucha reuniéndose con Curt Hawkins como parte del Pro Wrestling Syndicate, apareciendo juntos con el nombre de The Heatseekers derrotando a Kevin Mathews y Lance Hoyt.
El 24 de julio de 2015, Myers debutó en Global Force Wrestling (GFW) en un torneo para coronar al Campeón Mundial GFW, que perdió en la ronda de cuartos de Chris Mordetzky. 

### Total Nonstop Action Wrestling (2015)

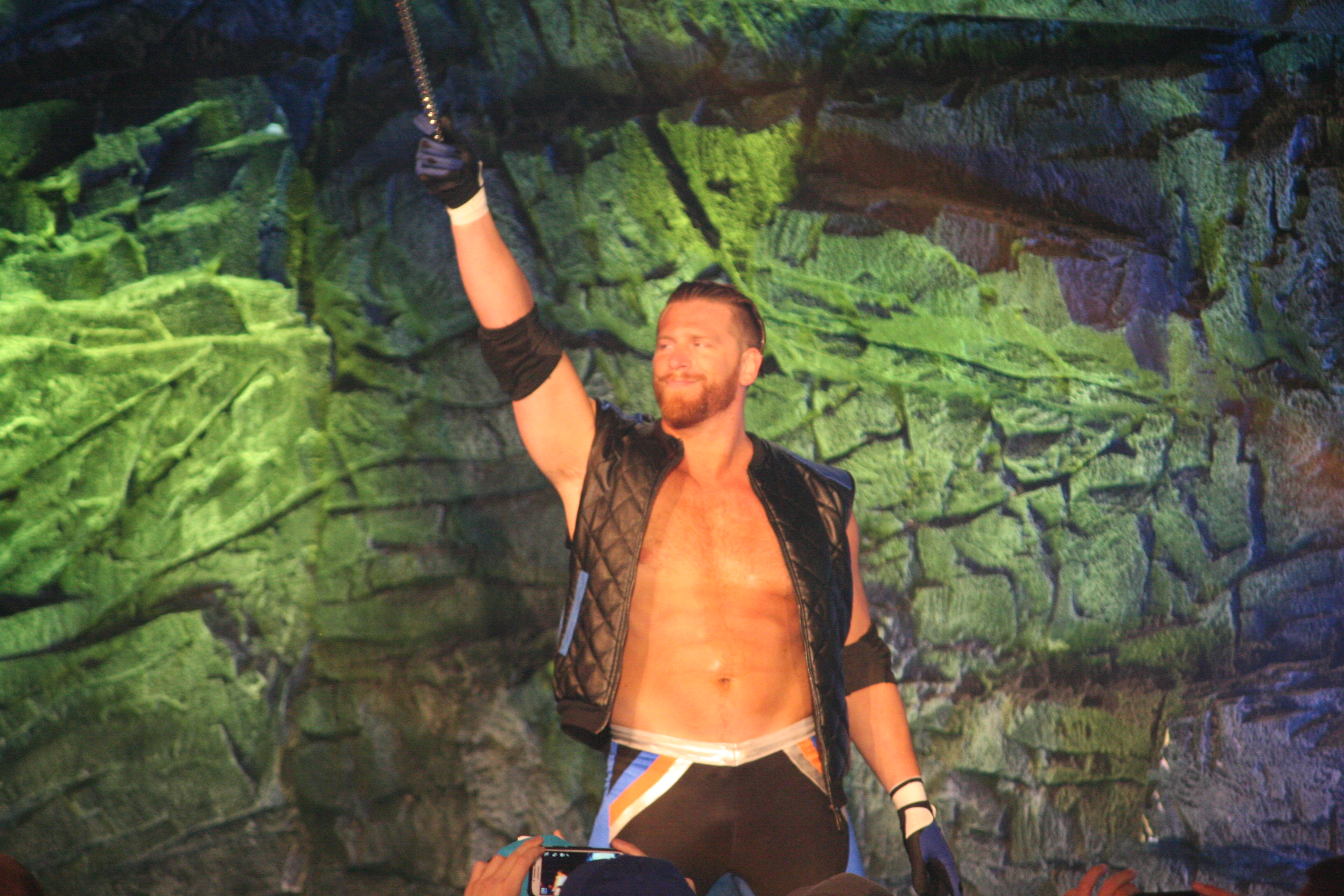
Myers en octubre de 2015.

Myers hizo su debut en Total Nonstop Action Wrestling (TNA) como parte de la invasión GFW a TNA, liderizado por Jeff Jarrett. El 27 de julio en Impact Wrestling, se asoció con Trevor Lee y perdieron ante The Wolves.
El 28 de julio en Impact Wrestling (emitido en 2 de septiembre), Myers y Lee derrotaron a The Wolves y ganaron el Campeonato en Parejas de TNA. El 29 de julio en Impact Wrestling (emitido el 9 de septiembre), fueron derrotados por The Wolves perdiendo los Campeonatos.
El 16 de septiembre en Impact Wrestling, Myers formó parte del Team GFW (Jeff Jarrett, Sonjay Dutt, Eric Young, Chris Mordetsky) contra el Team TNA (Drew Galloway, Lashley, Eddie Edwards, Davey Richards y Bram) donde el Team GFW fue derrotado y consecuente de esto, Jeff Jarrett y todos los luchadores de GFW fueron expulsados de TNA. En Bound for Glory, tuvo una revancha por los Campeonatos en Pareja de TNA junto a Trevor Lee pero fueron vencidos por The Wolves.

### Regreso a WWE

#### 2016-2017
El 16 de agosto en SmackDown, se anunció el regreso de Myers como Curt Hawkins. Tras esto, presentó varias promos sobre su regreso. En No Mercy, hizo su regreso en el Kick-Off. El 18 de octubre en SmackDown, tenía que tener su primera lucha oficial contra Apollo Crews pero después de encararlo, salió del ring, dejando la lucha. El 25 de octubre, en Main Event regresó por fin al ring, ante Apollo Crews pero perdió ese combate. El 1 de noviembre durante SmackDown Live, respondió al reto abierto por el Campeonato Intercontinental de Dolph Ziggler, perdiendo en unos segundos, A la semana siguiente consiguió su primer triunfo desde su regreso a la empresa, sobre Apollo Crews. Sin embargo, a partir del 9 de noviembre, comenzó una racha de derrotas. En TLC hizo equipo con The Ascension y The Vaudevillians siendo derrotados por Zack Ryder, Mojo Rawley, American Alpha y Apollo Crews. 

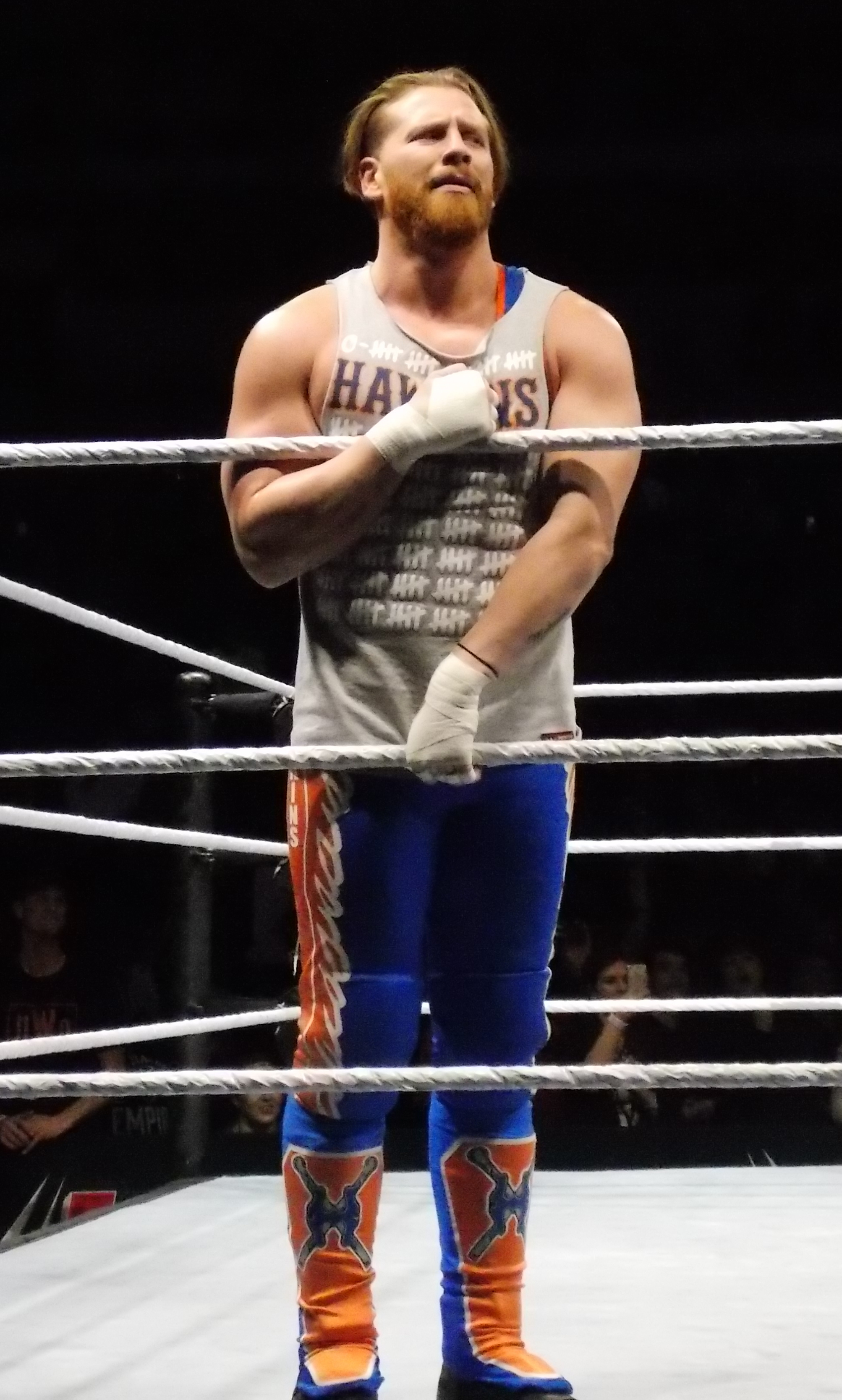
Hawkins en 2018.

En WrestleMania 33 participó en el Andre The Giant Memorial Battle Royal, pero fue eliminado por Mark Henry. El 10 de abril fue llevado de SmackDown a Raw, como parte del Superstars Shake-Up. En Great Balls of Fire fue derrotado por Heath Slater. El 25 de septiembre de 2017, en RAW, Hawkins realizó un reto abierto, para buscar un oponente que rompa su racha de 118 derrotas seguidas, pero apareció Braun Strowman, a pesar de su intento de huir, terminó siendo castigado por el gigante, y finalmente atravesado sobre la pantalla de la rampa de entrada.

#### 2018
En semanas posteriores, estuvo luchando en Main Event, perdiendo ante Goldust, Titus O'Neil y Rhyno, R-Truth, Heath Slater. El 2 de abril de 2018 apareció en el backstage de RAW, pidiéndole a Braun Strowman ser su compañero de equipo para su lucha en Wrestlemania 34, pero terminó siendo atacado y atravesando una pared. En WrestleMania 34 participó en el Andre The Giant Memorial Battle Royal, pero fue eliminado por Fandango. El 4 de julio se enfrentó a un luchador local convencido de que iba a terminar con su racha de derrotas, prometiendo que si ganaba invitaba a tacos a todo el mundo. Cuando preparaba el remate apareció Baron Corbin aplicándole el End of Days a su rival y haciendo que Hawkins perdiera por descalificación y alcanzara las 200 derrotas consecutivas. El 20 de agosto se enfrentó a Elias en RAW, perdiendo el combate y alcanzando las 219 derrotas consecutivas. Sin embargo en diciembre de 2018 en el Mixed Match Challenge entró de reemplazo para ser pareja de Ember Moon para lograr al fin una victoria, pero sin embargo perdieron ambos frente a Alicia Fox & Jinder Mahal. En el episodio del 31 diciembre era el Especial de año nuevo, Hawkins participó en una Fresh Start Off Battle Royal por una oportunidad por el Campeonato Intercontinental esa misma noche, sin embargo fue eliminado.

#### 2019-2020
En el episodio de Raw del 21 de enero estuvo como árbitro especial invitado en el combate entre Bobby Roode & Chad Gable contra The Revival por los Campeonatos en Parejas de Raw, dándoles la victoria a Roode & Gable que retuvieron los títulos, pero después del combate fue atacado por The Revival pero sería salvado por Zack Ryder.
La siguiente semana junto a Zack Ryder se enfrentaron a The Revival pero perdieron.
Hawkins siguió haciendo equipo con Zack Ryder por las semanas siguientes. Hawkins participó en el Royal Rumble Match entrando de #9 logrando eliminar a Titus O'Neil pero fue eliminado por Samoa Joe. El 5 de abril se anunció que Hawkins y Ryder enfrentarían a The Revival por el Campeonato en Parejas de Raw en WrestleMania 35. En el evento, Hawkins cubrió a Dawson para ganar los títulos y cortar su larga racha de derrotas, que había llegado a las 269 caídas. Al día siguiente en Raw tuvieron su primera defensa exitosa ante los mismos. En el Dark-Match de The Shield's Final Chapter volvieron a retener los títulos ante The Revival y Ricochet & Aleister Black. El 7 de junio en Super Show-Down participó en el 50 Man Battle Royal, pero fue eliminado por Samoa Joe. El 10 de junio en Raw, Hawkins y Ryder perdieron los Campeonato en Parejas ante The Revival, en una lucha donde también participaban The Usos.
Luego de esto no obtuvieron su revancha oficial pero junto a Ryder comenzaron a perseguir el Campeonato 24/7 de R-Truth y también de Drake Maverick, sin éxito alguno.
En Raw Reunion junto con Zack Ryder fueron derrtotados por The Viking Raiders.
El 21 de octubre en Raw juntó a Zack Ryder se enfrentaron a los Campeones en Parejas de Raw The Viking Raiders sin embargo perdieron. En el Main Event del 31 de octubre juntó a Zack Ryder derrotaron a Mojo Rawley & Eric Young. En WWE Crown Jewel, juntó a Zack Ryder participaron en The Largest Tag Team Turmoil Match por la Copa Mundial en Parejas, entrando de terceros pero fueron eliminados por Dolph Ziggler & Robert Roode.
Iniciando el 2020, en el Main Event transmitido el 9 de enero fue derrotado por Mojo Rawley y en el Main Event transmitido el 6 y 13 de febrero junto a Zack Ryder fueron derrotados por The O.C(Luke Gallows & Karl Anderson). Y el Main Event transmitido el 20 de febrero derrotaron a Shelton Benjamin & Eric Young, en el Main Event transmitido el 5 de marzo fue derrotado por Shelton Benjamin.
El 15 de abril de 2020, Hawkins fue liberado de su contrato de WWE.

### Regreso a Impact Wrestling (2020-presente)
El 21 de julio de 2020 episodio de Impact! Myers regresó a Impact Wrestling en una promoción pregrabada donde se le mostró luciendo una máscara. Myers había trabajado anteriormente para Impact Wrestling en 2015 cuando se conocía como Total Nonstop Action Wrestling (TNA).
Posteriormente comenzó un fuedo contra Tommy Dreamer. En Victory Road, derrotó a Tommy Dreamer, en el Impact!, fue derrotado ante Tommy Dreamer por descalificación debido a que lo atacó con un palo de kendo. en Bound For Glory, participó en el Call Your Shot Gauntlet Match, eliminando a Swogle, Dreamer y a Dashwood, sin embargo fue eliminado por Heath, en el Impact! posterior, fue derrotado por Tommy Dreamer en un Hardcore Halloween Match, durante el combate Swoggle interfirió a favor de Dreamer, terminando el feudo.

## En lucha

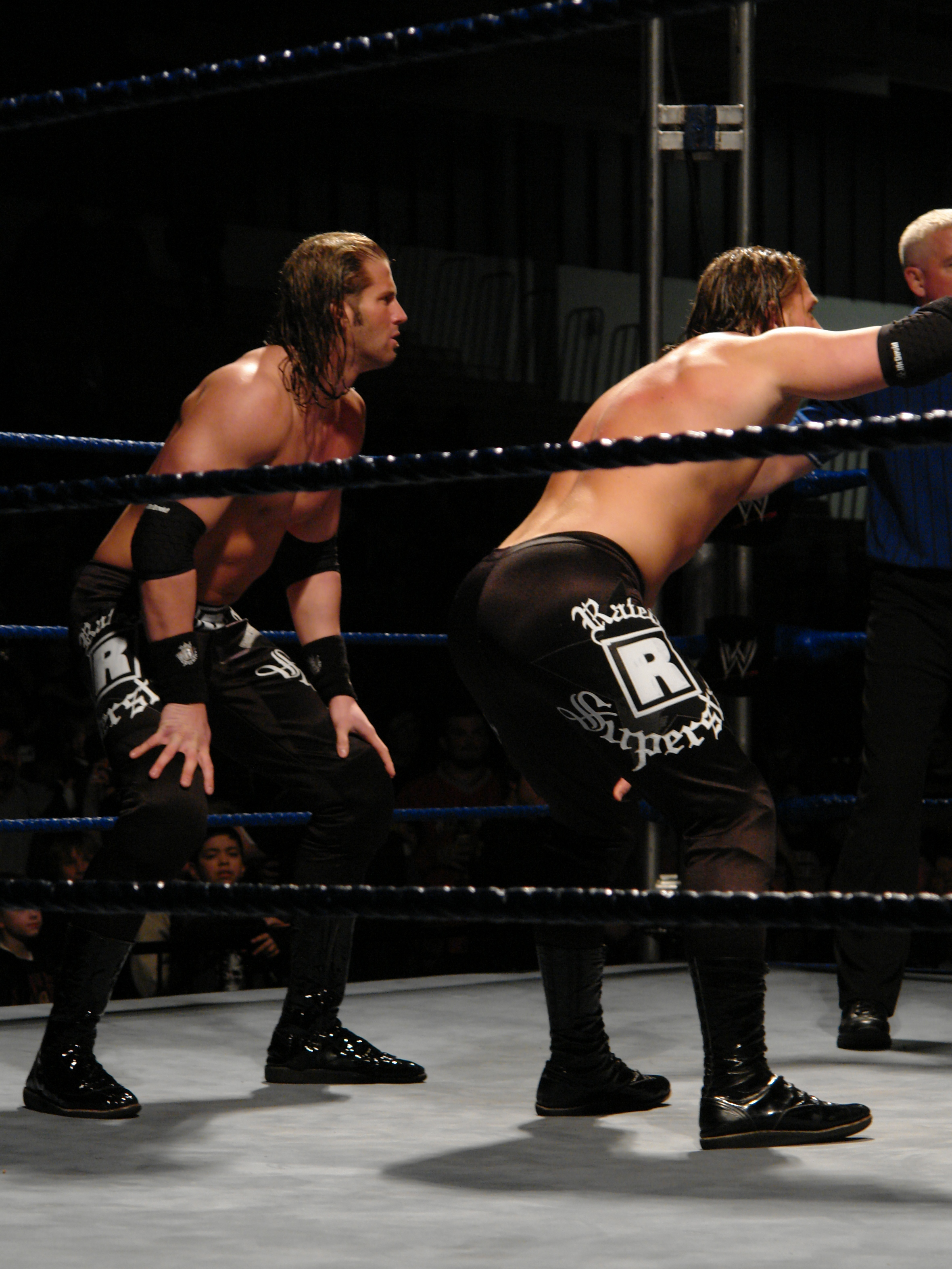
Curt Hawkins & Zack Ryder.

- Movimientos finales
  - Taste of Pain(Hangman's facebuster)[11] - 2008, 2010
  - Heatseeking Elbow[12] (Diving elbow drop)[13][14] – 2006-2007, 2010-presente
  - Laught Riot[15] (Lifting DDT)[16] - 2009
  - Lifting inverted DDT - 2008
  - One Night Stand(Overhead leg hook belly to back suplex) - 2011
  - Swinging reverse neckbreaker - 2006-2007
  - Roster Cut(Lariat) - 2020

- Movimientos de firma
  - Dropkick, a veces desde una posición elevada
  - Diving reverse crossbody
  - Springboard crossbody[17]
  - Belly to back suplex[18][19]
  - Spinning spinebuster[20]
  - Spinning powerslam[21]
  - Rolling neck snap[22]
  - Nice(Inverted Canadian Trip)

## Campeonatos y logros
- GTS Wrestling
  - Youtube Wrestling Figures Heavyweight Championship (1 vez)

- Deep South Wrestling
  - DSW Tag Team Championship (2 veces) - con Brett Majors

- Florida Championship Wrestling
  - FCW Florida Tag Team Championship (1 vez) - con Caylen Croft & Trent Barreta (1)

- New York Wrestling Connection
  - NYWC Tag Team Championship (2 veces) - con Brett Matthews

- Ohio Valley Wrestling
  - OVW Southern Tag Team Championship (1 vez) - con Brett Majors

- World Wrestling Entertainment/WWE
  - WWE/Raw Tag Team Championship (2 veces) - con Zack Ryder
  - Racha de derrotas: 270.

- Total Nonstop Action Wrestling/Impact Wrestling
  - Impact Digital Media Championship (1 vez)
  - TNA Tag Team Championships (1 vez) - con Trevor LeeHawkins junto con Zack Ryder en 2009.

- Pro Wrestling Illustrated

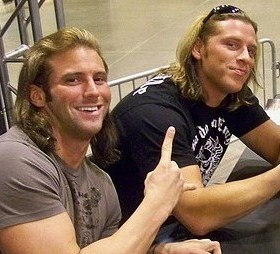
Hawkins junto con Zack Ryder en 2009.

  - Situado en el N.º 273 en los PWI 500 de 2007[23]
  - Situado en el N.º 141 en los PWI 500 de 2008[24]
  - Situado en el N.º 190 en los PWI 500 de 2009[25]
  - Situado en el N.º 255 en los PWI 500 de 2010[26]
  - Situado en el N.º 175 en los PWI 500 de 2011[27]
  - Situado en el N.º 161 en los PWI 500 de 2012[28]
  - Situado en el N.º 164 en los PWI 500 de 2013[29]
  - Situado en el N.º 247 en los PWI 500 de 2014[30]
  - Situado en el N.º 258 en los PWI 500 de 2015[31]
  - Situado en el N.º 361 en los PWI 500 de 2016[32]
  - Situado en el N°223 en los PWI 500 de 2017[33]